# Kedungbenda (Nusawungu)
Kedungbenda is een bestuurslaag in het regentschap Cilacap van de provincie Midden-Java, Indonesië. Kedungbenda telt 3354 inwoners (volkstelling 2010).